# تصنيف نوعي

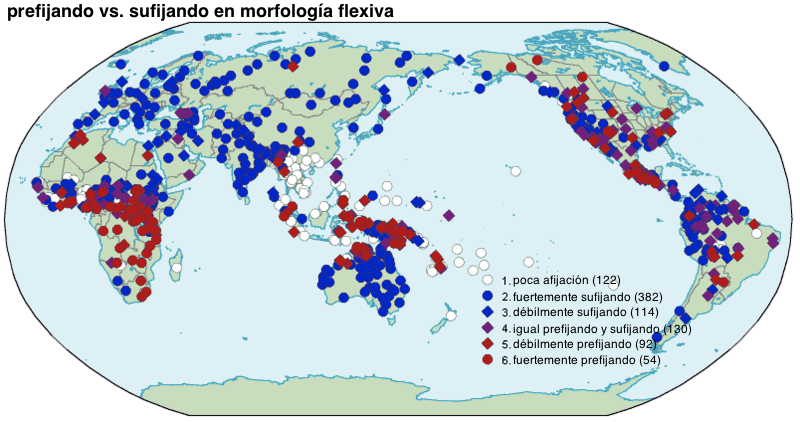

التصنيف النوعي أو النماذجية أو النمطية (بالإنجليزية: Typology)‏ هو منهج لتصنيف اللغات وفقا لمعايير نحوية ولسانية والتي تسمح بتصنيفها إلى أنواع نمطية أو تركيبية وليس إلى عائلات ذات قرابة من أصل واحد.

## الظواهر اللغوية المشتركة بين البشر
على الرغم من التنوع الواضح للغات، نلاحظ وجود سمات أو ظواهر لسانية ملموسة مشتركة بين جميع لغات العالم، والتي نسميها المشتركات العالمية والتي قام بإحصائها وتنظيمها ج. غرينبرغ في 1963 في كتابه «المشتركات العالمية للغة» .
فكل اللغات تشتمل على عناصر تسمح بتعيين المتحدث ومن يحاوره والمرجع (في الضمائر العربية الأساسية: أنا، أنت، هو) : هي مثال على المشتركات العالمية الوظيفية.
كل اللغات تمتاز بعناصر لسانية تسمح التمييز بين التقرير والاستفهام والأمر وهي عناصر أساسية في وظيفية اللغة.
كما اننا نجد كذلك في كل لغات الأرض مفاهيم النفي أو التأكيد الأسلوبي.

## معايير تصنيف اللغات
هناك حوالي 5000 لغة متحدث بها في العالم، غير انه لا يمكننا التمييز بين 5000 نظام لغوي مختلف.
هناك أنماط مشتركة بين المجموعة الفلانية من اللغات أو المجموعة الفلانية الأخرى رغم عدم وجود رابطة قرابة أو تاريخ بينهما.
ان ملاحظة هذه الأنماط هي التي تسمح بإقامة التصنيف حسب.
هناك عده مجموعات من المعايير والتي تسمح بتصنيف اللغات وهي:
- انماط تغير الدلالات النحوية حسب الخصائص النحوية (اللغات الصرفية ، اللغات اللصيقة، اللغات العازلة.
- استخدام أو عدم استخدام المصنّفات ؛
-استخدام اللازم أو المتعدي (الرفع أو النصب) ؛
- ترتيب الوظائف النحوية(، فعل، فاعل، مفعول، فا م ف، ف فا م، م فا ف، م ف فا)؛
- وجود أو عدم وجود جمل فيها اسم موصول ؛
- نوعية الاستخدام الذي الذي يستخدمه المتحدثون بلغة ما والذي يؤثر على بنية اللغة (لغة مشتركة بين شعوب مختلفة، لغة شعب واحد ، طقوسية ، لغة كوينا اجماعية، كريولية ، سابير، بدجنية، الخ).
-عدد الفونيمات أو نوع الفونيمات المستخدمة، الخ..
-ان أنواع اللغات غير مغلقة ولا تستبعد بعضها البعض: يمكن لاي نوع من اللغة ان تنتمي في نفس الوقت إلى نوع اخر.
مثال الفرنسية التي لها ترتيب عازل للكلمات وفي نفس الوقت أفعالها تصريفية...

## توزيع الأنماط
-نمط ف فا م (فا م- ف1) هو نمط احادي الاتجاه ويمثل 15 % من اللغات المعروفة ومنها اللغات السامية والكلتية مثلا.
-نمط فا ف م (فا م - ف2) يمثل 36% من اللغات المعروفة وهنها اللغات الرومانية ، السلافية ، الجرمانية ، الخميرية مثلا
-نمط فا م ف (فا م- ف3) هو نمط احادي الاتجاه كذلك ولكن في الاتجاه المعاكس ويمثل 39 % من اللغات المعروفة ومنها اللغات التركية واليابانية والهندوستانية والعديد من اللغات الأمريكية والمحيطية مثلا.
- نمط م فا ف وتمثل 10 % فقط مثلها مثل لغات نمط م ف فا ولغات نمط ف م فا مثل لغة مدغشقر ولغات بولينيزيا وميلانيزيا .
وبصورة عامة تمثل انماط فا م 90 % من اللغات المعروفة وهذا ما يعتبره جوزيف غرينبرغ الدليل الأول على المشتركات العالمية للغة.
من الملاحظ ان الانظمة الثلاث: م فا ف، م ف فا، ف م فا، وهي الاقلية بين كل الأنماط تمثاز ثلاثتها بتتابع م+فا المباشر أو غير المباشر، وليس فا+م.